# Going for the One
Going For The One — музичний альбом гурту Yes. Виданий 7 липня 1977 року лейблом Atlantic Records. Загальна тривалість композицій становить 38:39 (основна версія) або 69:38 (розширена версія). Альбом відносять до напрямку прогресивний рок.

### Список пісень
1. Going for the One — 5:30
2. Turn of the Century — 8:58
3. Parallels — 6:52
4. Wonderous Stories — 3:45
5. Awaken — 15:38

Додаткові записи включені у виданні 2003 альбому:
1. Montreux, s theme — 2:38
2. Vevey — 4:46
3. Amazing grace — 2:36
4. Going for the one — 5:10
5. Parallels — 6:21
6. Turn of the century — 6:58
7. Eastern number — 12:16